# Borrello

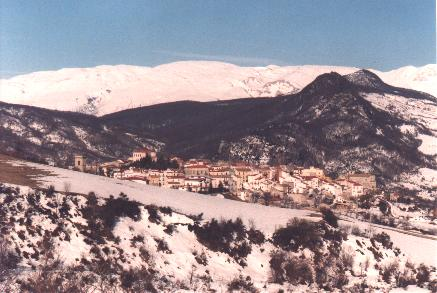
Blick auf Borrello (1999)

Borrello ist eine italienische Gemeinde (comune) mit 356 Einwohnern (Stand: 31. Dezember 2023) in der Provinz Chieti in den Abruzzen. Sie liegt etwa 49 Kilometer südsüdöstlich von Chieti am Sangro, gehört zur Comunità Montana Medio Sangro und grenzt unmittelbar an die Provinz Isernia (Molise).

## Wasserfälle
Die Wasserfälle des kleinen Flusses Verde sind die höchsten im Apennin und stürzen aus einer Höhe von etwa 800 Meter um 200 Meter in die Tiefe hinab.

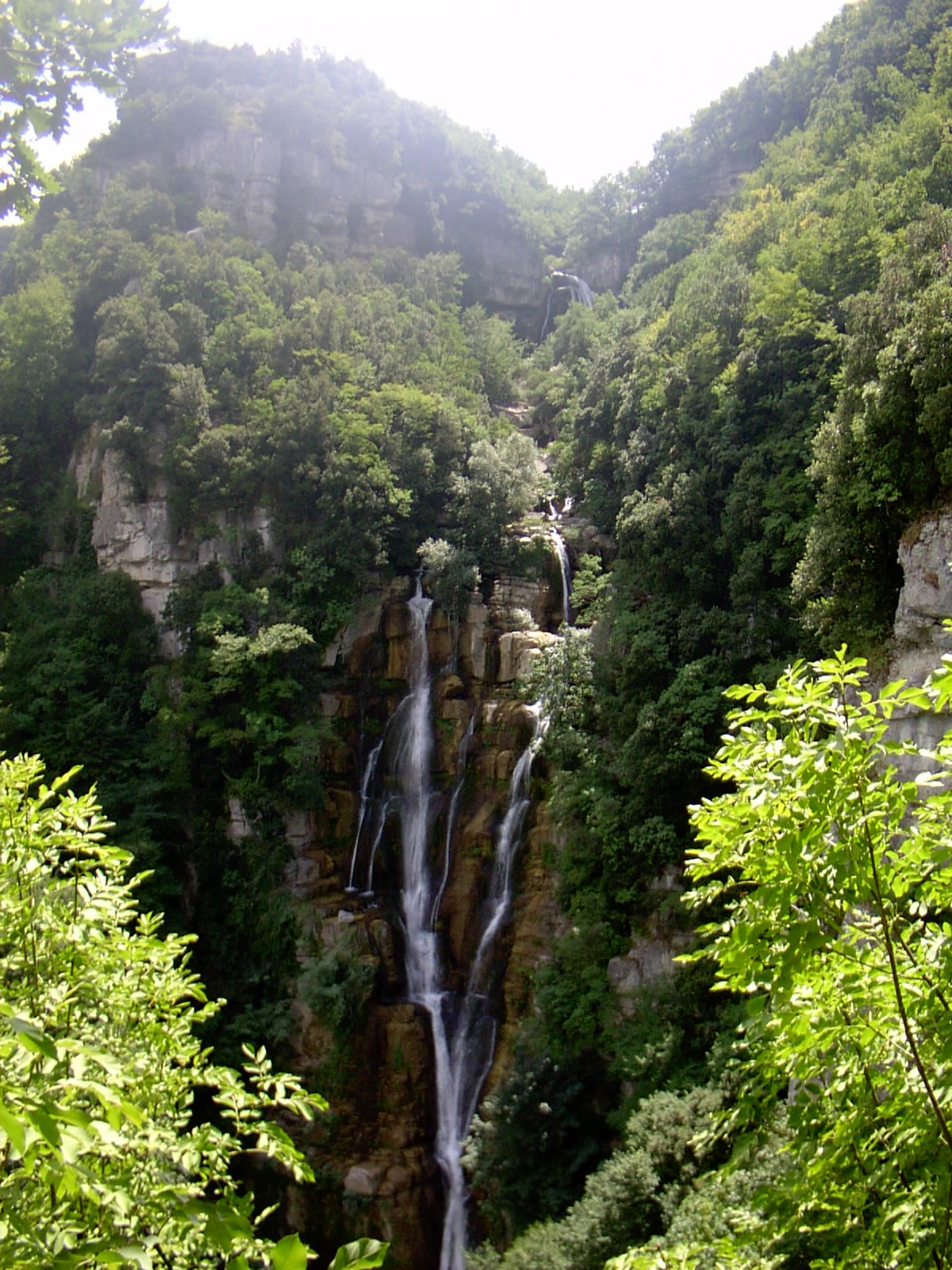
Die Cascate del Rio Verde